# Uncinia fuscovaginata
Uncinia fuscovaginata är en halvgräsart som beskrevs av Georg Kükenthal. Uncinia fuscovaginata ingår i släktet Uncinia och familjen halvgräs. Inga underarter finns listade i Catalogue of Life.